# David Ernesto Panama Sandoval
David Ernesto Panamá Sandoval (* 1950  in East Lansing, USA) ist ein  salvadorianischer Politiker und ehemaliger Diplomat.

## Leben
David Ernesto Panamá Sandoval war Gründungsmitglied der Alianza Republicana Nacionalista und galt als Rechte Hand von Roberto D’Aubuisson Arrieta.
In den Amtszeiten von Alfredo Cristiani Burkard 1989–1994 und Armando Calderón Sol 1994–1999 war David Ernesto Panamá Sandoval Botschafter in Taipeh.